# Seigneurie de Saint-Martin-du-Chêne
?–1798
vers 1225 – 1798
Entités précédentes :
- Seigneurie de Saint-Martin-du-Chêne

La seigneurie de Saint-Martin-du-Chêne est une ancienne seigneurie située dans l'actuel canton de Vaud. Elle comprenait les villages d'Arrissoules, Bioley-Magnoux, Champtauroz, Chavannes-le-Chêne, Chêne-Pâquier, Cronay, Molondin, Rovray, Vuissens et une partie d'Yvonand. Une partie en est détachée et devient la seigneurie de Bioley-Magnoux.

## Histoire
La seigneurie est attestée au début du XIIe siècle.
Les seigneurs de Saint-Martin sont vassaux des évêques de Lausanne, puis de la maison de Savoie.
La seigneurie de Bioley-Magnoux est séparée de celle de Saint-Martin vers 1225. Orzens fait partie de la seigneurie avant d'en être séparé. Correvon est détaché de la seigneurie de Bioley-Magnoux pour former une seigneurie au XVIe siècle.
La seigneurie de Saint-Martin-du-chêne est vendue à Berne en 1752.

## Démographie
La paroisse de Saint-Martin-du-Chêne comptait 50 feux en 1416, 30 en 1453. Le bourg est déserté avant 1550.

## Liste des seigneurs
- (? - 1226 à 1233[5]) : Pierre de Saint-Martin, fils de Richard Ier et Perrette de Granson[1].
- (1226 à 1233 - 1255[5]) : Richard II, fils de Pierre de Saint-Martin.
- (1255 - ?[5]) : Richard III, fils de Richard II de Saint-Martin.

(...)
- (? - 1637) Nicolas de Hennezel, fils de Louis de Hennezel, seigneur d'Essert et de Marie de Vassau[6].
- (1637 - 1684) Jean-François-Louis de Hennezel, fils de Nicolas de Hennezel[7].
- (13 avril 1684 - ?) Georges de Hennezel, fils de Jean-François-Louis de Hennezel[7].
- (? - 1712) Joseph de Hennezel, fils de Georges de Hennezel[8].

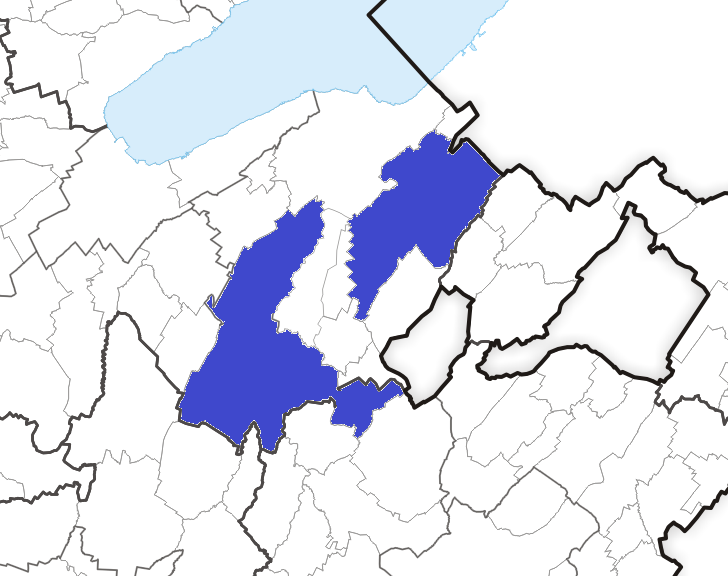
La seigneurie de Saint-Martin-du-Chêne
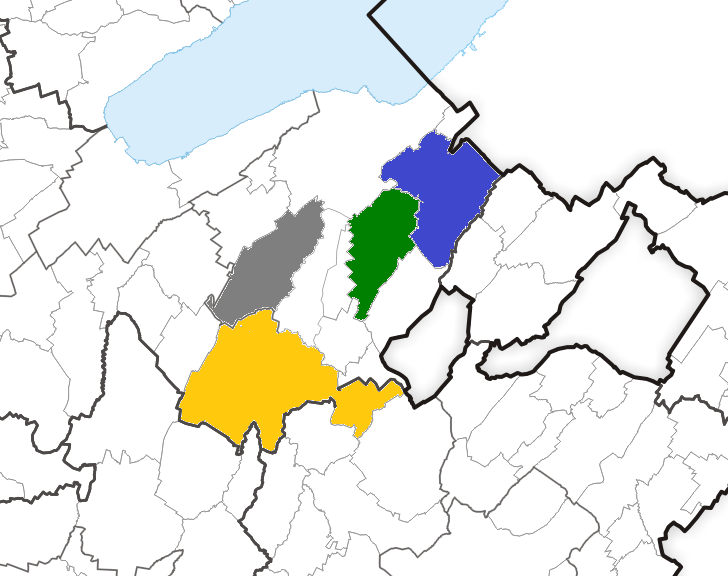
Les seigneuries au XIVe siècle
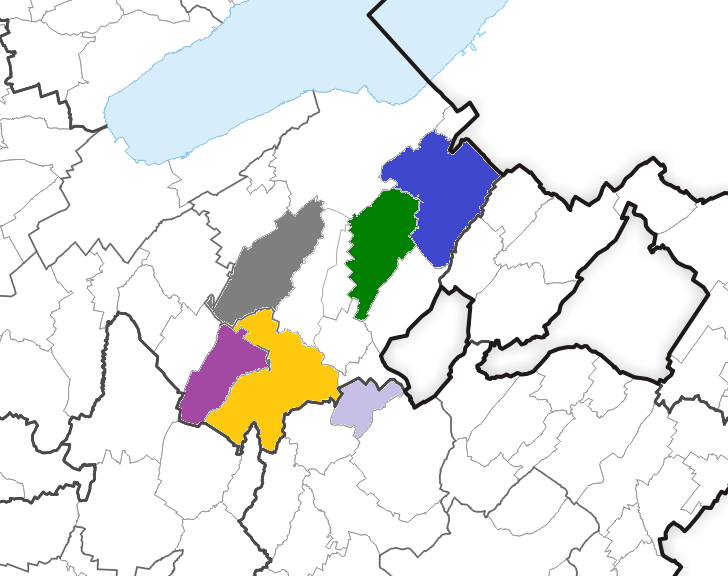
Les seigneuries au XVIe siècle

### Articles
- Bernard Andenmatten, « de Saint-Martin », Dictionnaire historique de la Suisse,‎ 8 février 2011 (lire en ligne)
- Pierre-Yves Favez, « Saint-Martin-du-Chêne » dans le Dictionnaire historique de la Suisse en ligne, version du 8 février 2011.
- Octave Chambaz, « Les seigneurs de Saint-Martin-du-Chêne », Revue historique vaudoise,‎ 1910, p. 232-238, 346-347 (lire en ligne)
- Marc Henrioud, « Les Nobles de Hennezel du Pays de Vaud », Archives héraldiques suisses, vol. 20, no 1,‎ 1906, p. 12-14 (lire en ligne)